# Fàlanx
Fàlanx (en grec antic Φάλαγξ), va ser, segons la mitologia grega, un atenès germà d'Aracne. D'aquest personatge en parla Suides.
Quan Atena estava ensenyant a Aracne la tècnica de teixir, Fàlanx aprenia l'ús de les armes. Però germana i germà van tenir relacions incestuoses, cosa que irrità a la deessa. Atena va transformar els dos germans en animals.